# Bilal Tabti
Bilal Tabti (arabisch بلال تابتي; * 7. Juni 1993 in Jijel) ist ein algerischer Leichtathlet, der über 3000 Meter Hindernis an den Start geht.

## Sportliche Laufbahn
Bilal Tabti hat sich seit dem Jahr 2010 auf den Hindernislauf spezialisiert. Damals wurde er über 2000 Meter algerischer U18-Meister und trat über die gleiche Distanz bei den ersten Olympischen Jugendspielen in Singapur an. Als Fünfter des Vorlaufs zog er dabei in das Finale ein, in dem er mit einer Zeit von 5:44,34 min auf dem vierten Platz landete. 2012 trat er dann in der höheren Altersklasse bei den U20-Weltmeisterschaften in  Barcelona über 3000 Meter im Hindernislauf an. Dabei lief er im Finale eine Zeit von 8:32,08 min und wurde damit Fünfter. 2014 wurde Tabti erstmals algerischer Meister bei den Erwachsenen. Im Juni 2015 verbesserte er in Amiens, wo er auch trainiert, seine Bestzeit im Hindernislauf um mehr als zehn Sekunden auf 8:21,15 min. In der Folge trat er zunächst bei den Weltmeisterschaften in Peking an. Dabei gelang ihm erstmals der Einzug in ein Meisterschaftsfinale bei einer internationalen Meisterschaft bei den Erwachsenen. Im Finale blieb er hinter seiner Vorlaufzeit zurück und landete mit 8:29,04 min auf dem 13. Platz. Einen Monat später zog er auch bei den Afrikaspielen in Brazzaville in das Finale ein. Dort belegte er den zehnten Platz. Im Oktober schließlich belegte er den neunten Platz bei den Militärweltspielen im koreanischen Mungyeong.
2016 nahm Tabti an den Olympischen Sommerspielen in Rio de Janeiro teil. Dabei schied er allerdings im Vorlauf aus. Seine Zeit von 8:38,87 min lag mehr als 18 Sekunden hinter seiner Saisonbestleistung, die er im Juni in Rom aufstellte, zurück. 2017 belegte er den dritten Platz  bei den Arabischen Meisterschaften im tunesischen Radés. Zuvor stellte er, erneut in Amiens, eine Zeit von 8:20,20 min auf, die bis jetzt, Stand 2020, als seine Bestleistung zu Buche steht. Im August nahm er den Weltmeisterschaften in London teil. Nach erfolgreichem Vorlauf wurde er im Finale aufgrund eines technischen Fehlers disqualifiziert. 2019 nahm Tabti im August in Rabat zum zweiten Mal an den Afrikaspielen teil. Dabei belegte er den zehnten und damit letzten Platz von denen, die das Ziel überhaupt erreichten. Anfang Oktober schied er bei den Weltmeisterschaften in Doha im Vorlauf aus. Noch im selben Monat gewann er die Silbermedaille bei den Militärweltspielen in Wuhan.
2022 siegte er Ende Juni bei den Mittelmeerspielen in seinem Heimatland. Kurze zeit später nahm er in den USA an seinen insgesamt vierten Weltmeisterschaften teil. Er startete im ersten der drei Vorläufe, wobei er als Elfter des Laufes den Finaleinzug deutlich verpasste.

## Wichtige Wettbewerbe
| Jahr                 | Veranstaltung           | Ort                  | Platz                | Disziplin            | Zeit                 |
| Startet für Algerien | Startet für Algerien    | Startet für Algerien | Startet für Algerien | Startet für Algerien | Startet für Algerien |
| -------------------- | ----------------------- | -------------------- | -------------------- | -------------------- | -------------------- |
| 2010                 | Olympische Jugendspiele | Singapur             | 4.                   | 2000 m Hindernis     | 5:44,34 min          |
| 2012                 | U20-Weltmeisterschaften | Barcelona            | 5.                   | 3000 m Hindernis     | 8:32,08 min          |
| 2015                 | Weltmeisterschaften     | Peking               | 13.                  | 3000 m Hindernis     | 8:29,04 min          |
| 2015                 | Afrikaspiele            | Brazzaville          | 10.                  | 3000 m Hindernis     | 8:41,48 min          |
| 2016                 | Olympische Sommerspiele | Rio de Janeiro       | 30.                  | 3000 m Hindernis     | 8:38:87 min          |
| 2017                 | Weltmeisterschaften     | London               | 15.                  | 3000 m Hindernis     | DSQ                  |
| 2019                 | Afrikaspiele            | Rabat                | 10.                  | 3000 m Hindernis     | 8:45,59 min          |
| 2019                 | Weltmeisterschaften     | Doha                 | 34.                  | 3000 m Hindernis     | 8:39,40 min          |
| 2019                 | Militärweltspiele       | Wuhan                | 2.                   | 3000 m Hindernis     | 8:28,71 min          |
| 2022                 | Mittelmeerspiele        | Oran                 | 1.                   | 3000 m Hindernis     | 8:22,79 min          |
| 2022                 | Weltmeisterschaften     | Eugene               | 34.                  | 3000 m Hindernis     | 8:38,45 min          |

## Persönliche Bestleistungen
Freiluft
- 3000 m: 8:03,93 min, 18. März 2022, Algier
- 3000 Meter Hindernis: 8:20,20 min, 10. Juni 2017, Amiens

Halle
- 3000 m: 8:09,78 min, 1. Februar 2022, Algier